# FireAlpaca
FireAlpaca（ファイアアルパカ）とは、株式会社ピージーエヌが開発・提供を行うペイントソフトである。広告の表示で開発費を賄うフリーソフトであるが、広告を排した有料版がSteamで販売されている。また、クラウド機能を搭載した姉妹ソフトの「MediBang Paint」も存在する。

## 歴史
イラスト制作ソフト「openCanvas」（ver1.1、2000年）や、そのOEM版である漫画制作ソフト「DELETER COMICWORKS」（2002年）などを開発した開発者（納豆のように粘り強く開発を続けるという意味で「nattou.org」を名乗っている）は、新たなお絵描きアプリ「mdiapp」を個人的に開発し、2008年11月よりシェアウェアとして販売を開始した。mdiappは漫画制作ソフトして、2011年6月にOEM版がデリーター社から「COMICWORKS NEO」としてパッケージ販売され、またPGN本体からも「コミラボ」としてダウンロード販売された。このmdiappのライブラリを使って新たに開発されたお絵描きアプリがFireAlpacaである。2011年11月に初版が公開。
FireAlpacaの開発にあたっては、これまで同氏の開発したソフトでは無かった「Macでも動くアプリを作る」というのが大きな目標であり、Qtを利用することでリリース当初からMac/Win両対応ソフトとしてリリースされた。また、無料で提供するというのも当初からの方針であった。そのためマネタイズ方法として、広告収入を予定しており、初版のリリース当初から起動画面にそのためのスペースを用意していた。後に実際にスポンサーが付き、その目的は達せられた。
2014年11月、クラウド機能を強化したFireAlpacaのOEM版がMediBang（メディバン）社から「CloudAlpaca（クラウドアルパカ）」としてリリースされた（2015年6月より「MediBang Paint（メディバンペイント）」に改称）。
2016年5月よりソフトウェア販売プラットホームのSteamでも販売されている。Steam版の「FireAlpaca SE」は、歪みブラシやレイヤーマスクなど、若干高度な機能を持つ。
FireAlpacaは初版のリリース以来、細かいバージョンアップを重ね、2018年2月にver.2.0がリリース。Windows版が64bit化された（Mac版は元から64bit）。
2023年11月、12周年に合わせてLinux版を公開。

### FireAlpacaに開発リソースを集中
開発者が同じである「mdiapp」（およびそのOEM版の「コミラボ」）と同系統のインターフェイスを持っていた。「mdiapp」は、開発者の個人サイトである「nattou.org」がプロモーションの中心となり、ベクターなどのシェアウェア販売サイトにて販売されていた。一方「コミラボ」は、PGN公式の漫画制作ソフトとして、PGNの公式サイトである「portalgraphics.net」にて販売されていた。2017年11月にPGN公式サイトにおけるコミラボの販売が停止され、また同時にnattou.orgがシェアウェア販売サイトで販売していたmdiappの販売も停止され、「mdiapp」がPGN公式の漫画制作ソフトとなり、「mdiapp+ SE」の名称で、PGNをパブリッシャーとしてSteamで販売されることになった。
mdiappとFireAlpacaの開発は並行して行われており、mdiappはnattou.orgが個人として開発し、一方FireAlpacaはnattou.orgがPGN社員として開発していた。どちらもPGNによってSteamで販売されるようになったことにより、姉妹ソフトという位置づけになった。なおSteamではopenCanvasも販売されており、姉妹ソフトとして、FireAlpacaとのバンドル販売も行われている。openCanvasは、ver.2以降はnattou.orgとは別の開発者によって開発が引き継がれていたが、2017年9月リリースの「openCanvas 7」をもって開発を終了した。
新機能は、まずmdiappに実装され、その後でFireAlpacaにフィードバックされる傾向があったが、mdiappは売れ行きが悪かったため、2024年2月をもって開発を停止し、以後はFireAlpacaに開発リソースを集中するとの宣言がnattou.orgによってなされた。2024年にはopenCanvasの展開もほぼ終息し、PGNにおけるペイントツールの開発はFireAlpacaに一本化された。
mdiappの開発が終了した時点で、漫画制作ソフトとしての機能はmdiapp（または「MediBang Paint」）の方が上だったため、複数ページを扱う「プロジェクト機能」など、mdiappの固有の機能をFireAlpacaに移植する作業を進めると同時に、CLIP STUDIO PAINTを仮想敵として、新ブラシエンジン、新フィルタシステムなどを搭載した「FireAlpaca 3.0」の開発が進められた。

### FireAlpaca 3.0
2025年4月、HUION秋葉原店にて開発版の体験イベントが行われた。
2025年春に公開予定。マルチスレッド処理の強化により、とても早くなる予定。

## 特徴
FireAlpacaはシンプルな機能と操作性で、初心者でも扱いやすいソフトとして広く提供されている。省メモリで動作が軽いのも特徴としている。世界の10言語に対応し、高頻度のバージョンアップにより機能の改善や向上が図られている。起動時に1度だけスポンサーのバナー広告が表示されるかわりに、全機能が無料で提供されている。2025年6月現在、全世界で2100万回以上ダウンロードされている。
同じく無料で使用できるMediBang Paint Proは、本ソフトを基に開発されている。そのため、機能や操作に共通点が多く、MediBang Paint Proのリリース当初のソフト名はCloudAlpacaで、アイコンも本ソフトと共通のアルパカのキャラクターだった。その後は、それぞれが独立してアップデートが行われており、本ソフトのみが備える機能が複数追加されている。大きな違いとして、MediBang Paintはクラウド機能の搭載により、原稿をクラウドに保存してチームで共同制作できたり、フォントやスクリーントーンなどの素材をクラウドから追加できるなど、より漫画制作に適している。
FireAlpacaはフリーのソフトウェアでありながら、2011年のリリース以来、長期にわたり機能追加や不具合のアップデートが行われているのも特徴である（同時期に人気があったグラフィックソフトは、無料か有料かに関わらず、2010年代後半までに開発がほとんどストップしたものも多い）。たとえば2022年は21回のアップデートが行われた。

### 主な機能
ソフトの主な機能は以下の通り。
- ブラシ
- バケツ
- グラデーション
- レイヤーディレクトリ
- レベル補正
- 色相補正
- 反転・拡張・収縮・変形
- アンシャープマスキング
- ガウスぼかし
- 色選択（色相環、色相バー）
- ブレンド
- 自動保存機能
- 世界10言語対応
- スナップ機能
- 3Dパース
- 漫画原稿テンプレート
- フィルタ（雲模様、砂模様、和柄）
- 40段階手ブレ補正
- タイムラプス
- アニメーション
- グラデーションマップ
- psd (Photoshop) 形式の読み込み、書き出し

### 有料版
有料版のFireAlpaca SEもリリースされており、以下の機能が追加されている。Steamで販売されており、買い切りで利用可能。
- ユーザーインターフェイスにダークモードが追加
- レイヤーをブラシ操作で部分的に歪ませる「歪みツール」
- レイヤーの一部を隠せる「レイヤーマスク」
- ブラシストアから有料版専用
- 起動時の広告表示なし

## スポンサー企業
FireAlpacaは、スポンサー協賛した企業の広告を、ツール起動時に表示されるソフトウェア広告とWebバナー広告に掲載し、その広告費によって運営されている。
2023年現在、5つのスポンサーが存在する。
- 日本工学院専門学校
- 日本マンガ塾
- 工房ヒョウガ
- 同人誌印刷｜PICO（プリンティングイン株式会社）
- portalgraphics.net（ポータルグラフィックス、開発元のピージーエヌが運営）

## 関連書籍
- 『はじめよう! 無料ペイントソフトFireAlpaca スタートBOOK』（FireAlpaca開発チーム／監修、玄光社、2012年11月29日発売）ISBN 978-4-7683-0413-6
- 『線画/塗り/ブラシをばっちり解説 ペイントツールFireAlpaca公式ガイド』（アスキー書籍編集部／編、FireAlpaca.com／協力、角川書店〈アスキー・メディアワークス〉、2013年2月1日発売）ISBN 978-4-04-886958-4
- 『東方絵技帖 ペイントツールFireAlpacaで描く東方イラストテクニック』（玄光社、2013年5月24日発売）ISBN 978-4-7683-0441-9
- 『人気の「お絵かきソフト」使い方のコツ! FireAlpacaイラストテクニック講座』（サカクラ／著、I O編集部／編集、工学社、2014年2月28日発売）ISBN 978-4-7775-1819-7
- 『WEB+DB PRESS plusシリーズ 2Dグラフィックスのしくみ 図解でよくわかる画像処理技術のセオリー』（FireAlpaca開発チーム／著、技術評論社、2015年8月18日発売）ISBN 978-4-7741-7558-4